# Jatropha divaricata
Jatropha divaricata är en törelväxtart som beskrevs av Olof Swartz. Jatropha divaricata ingår i släktet Jatropha och familjen törelväxter. Inga underarter finns listade i Catalogue of Life.